# Yalda, la noche del perdón

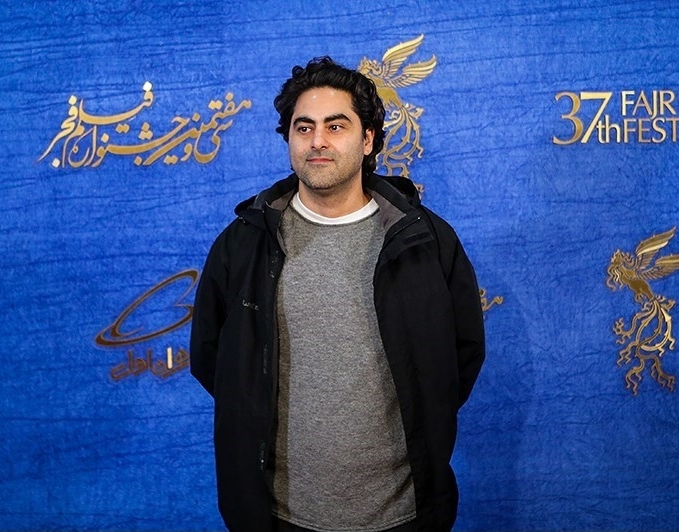
El director iraní Massoud Bakhshi, 2019

Yalda, una noche de perdón (en persa: یلدا، شبی برای بخشش‎), título original Yalda (en persa: یلدا‎), es una película iraní de 2019 dirigida por Massoud Bakhshi, una sátira a los medios de comunicación y su sensacionalismo, a determinados programas de televisión o reality que se convierten en juicios e imparten la ley del Talión.

## Sinopsis
La historia se basa en un famoso reality show de televisión iraní. Maryam, una joven de 22 años, condenada por el asesinato de su marido mucho mayor (65 años) se enfrenta a los familiares de la víctima (su hija), quien tiene el poder de otorgarle el perdón y salvar al perpetrador de la pena de muerte. La joven debe suplicar por su vida, mientras que los espectadores pueden votar por sms para ayudar a evitar la sanción al hacer que los patrocinadores paguen por el dinero ensangrentado.
El programa de televisión actual Mah-e Asal (que significa Luna de miel), que se emitió a diario de 2007 a 2018 durante el festival religioso islámico del Ramadán, y que a menudo colaboró con el sistema judicial basado en la ley islámica que incluye el principio del ojo por ojo. La película se ha trasladado a Yaldā Night, un festival iraní que se celebra la noche del solsticio de invierno en el hemisferio norte.

## Reparto
- Sadaf Asgari: Maryam
- Behnaz Jafari: Mona
- Babak Karimi: Ayat
- Arman Darvish: Omid
- Fereshteh Sadre Orafaiy: Mutter
- Forough Ghajabagli: Keshavarz
- Fereshteh Hosseini: Anar
- Faghiheh Soltani: Firouz

## Premios
La película ganó el Gran Premio del Jurado en el World Cinema Dramatic Competition y fue nominada al Gran Premio en el Festival de Cine de Sundance 2020, y al Mejor Guion en el Sofia International Film Festival. También fue nominado en varias categorías en el Festival Internacional de Cine de Bergen, Festival Internacional de Cine de Berlín, Festival Internacional de Cine de Pingyao, y fue seleccionado para el Festival de Cine de Adelaida.